# 小浜城 (若狭国)

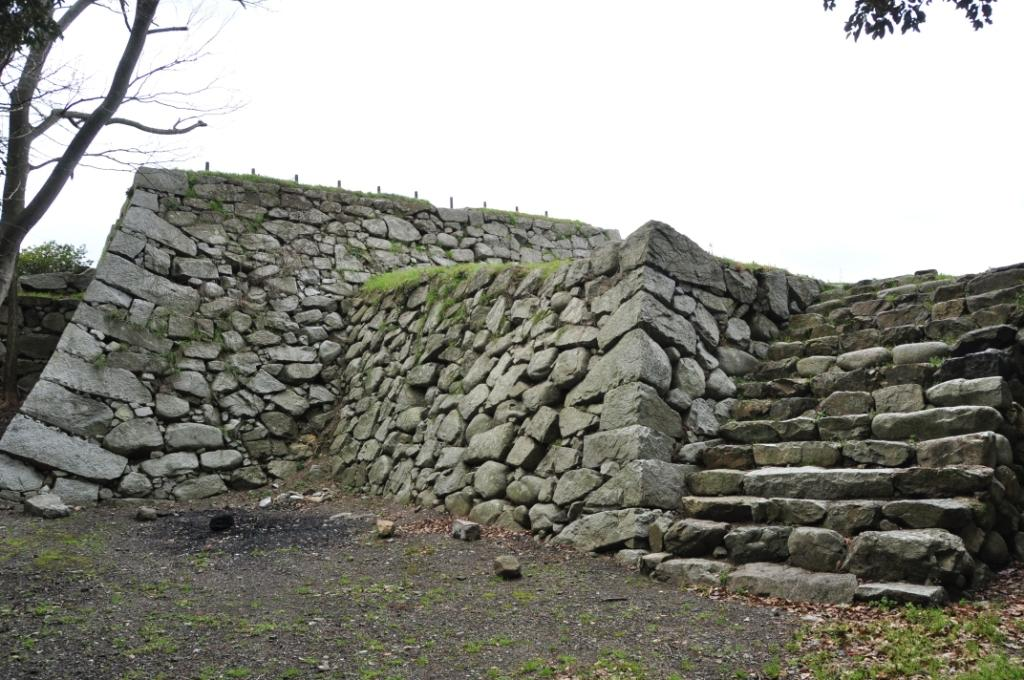
小浜城天守台

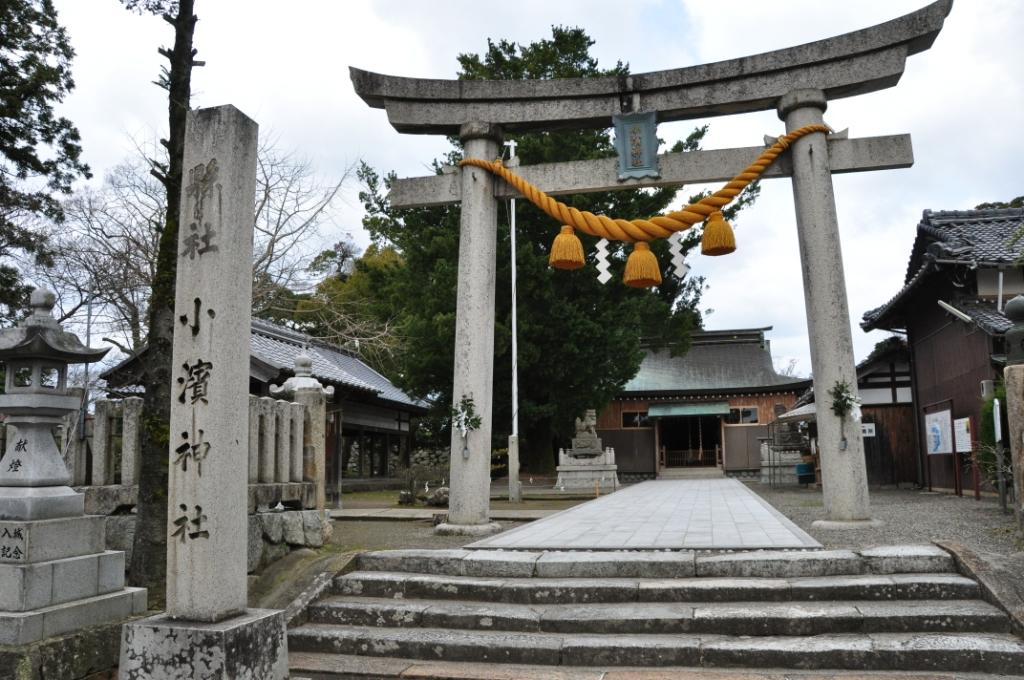
本丸跡にある小浜神社

小浜城（おばまじょう）は、若狭国遠敷郡小浜（現・福井県小浜市城内）にあった日本の城（海城）。雲浜城（うんぴんじょう）の雅号をもつ。福井県指定史跡。

## 概要
江戸時代初期に、京極家により、後瀬山城に代えて、海と河川と湿地に囲まれて築かれた海城である。
1601年、京極高次の代に着工され、京極家2代にわたって普請工事が行われたが、完成を見ずして京極家は出雲国松江に加増転封された。代わって入封した酒井家が二条城の様式を取り入れるなど、大幅に城の縄張を変更し、本丸天守を造営、その8年後の1642年に小浜城は竣工した。以降、若狭酒井家の居城として明治を迎えた。
明治時代に大阪鎮台の第一分営が置かれたが、失火によって大部分の建物を焼失し残存していた天守も撤去されている。北川の河川拡張などにより、現在では本丸以外は河川や住宅街となり、城の遺構としては本丸部分の外周石垣を残すのみである。建築遺構としては、藩校の「順造館」正門が福井県立若狭高等学校の正門「順造門」として移築され現存している。また、市内多田寺に書院玄関が移築されている。

## 構造
若狭湾につながる北川（多田川）と南川を外堀とした雲浜の地に、本丸を中心にした輪郭式の縄張りで築かれた海城（水城）。本丸・内堀を挟んで、北側に北の丸・西側に西の丸・南側に二の丸・東側に三の丸を配した。天守の高さは約29m、石垣の高さは約11m、城地の総面積は62,492㎡、本丸の面積は10,347㎡あった。
本丸の櫓
巴櫓・翳櫓（きぬがさ）・乾櫓・西櫓・蛛手櫓・東櫓・毘沙門櫓
外郭の櫓
常盤櫓・勝見櫓・埋門櫓・波洗櫓中櫓・（遠見所）・船見櫓・太鼓櫓・五方櫓・多田見櫓・三ツ目櫓・菱櫓・人見櫓

## 歴史・沿革
慶長5年（1600年）の関ヶ原の戦いで功績があった京極高次が若狭国を拝領、後瀬山城を居城とする。詰城であった後瀬山城本丸は標高が高すぎ、麓の旧守護館は近世大名として政務を執るには狭すぎたため、慶長6年（1601年）北川と南川と小浜湾の三角州に新たな居城（小浜城）の築城に着手し始めた。
近世の城として、戦時の防御性よりも行政処理の利便性に重きがおかれ、平坦な平野の中央部に築かれた。京極家2代京極忠高は越前敦賀郡を寛永元年（1624年）に加増され、小浜藩の藩領が確定する。
その後、寛永11年（1634年）に京極家が出雲松江藩へ転封されると、徳川家譜代の重鎮である酒井家の酒井忠勝が12万3000石で小浜藩に封じられ入城、城の整備拡張が続いた。寛永12年（1635年）には、3重3階の天守が完成、寛永19年（1641年）に城が完成し、藩主が移った。
その後、酒井家のもと明治維新を迎えたが、明治4年（1871年）に城内で大阪鎮台第一分営を設置する工事中に出火し、天守を除く城の大部分を焼失した。残存した天守は1874年に売却撤去された。
1875年（明治8年）に本丸跡に藩祖である酒井忠勝を祀る小浜神社が建立された。
1956年（昭和31年）に福井県の指定文化財史跡に指定される。

## 交通アクセス
所在地
- 福井県小浜市城内1丁目7番55号 本丸跡に小浜神社がある。多田川・北川・南川の三角州に位置する

交通
- JR西日本小浜線小浜駅から約1.5キロメートル

周辺
- 小浜神社
- 小浜市立雲浜小学校
- 小浜簡易裁判所
- 雲浜保育園